# Río Boedo
El río Boedo o Buedo es un río afluente del río Valdavia en la provincia de Palencia, comunidad autónoma de Castilla y León, España.

## Curso
Nace en las proximidades de Castrejón de la Peña y desemboca en el río Valdavia, próximo a Osorno la Mayor.
Conforma un valle que entronca con el formado por otro cauce adyacente: el río Burejo, conformando la comarca de Boedo-Ojeda, dotada de un importante patrimonio de monumentos de arquitectura románica.
Aparece descrito en el cuarto volumen del Diccionario geográfico-estadístico-histórico de España y sus posesiones de Ultramar de Pascual Madoz con las siguientes palabras:

BUEDO: r. en la prov. de Palencia, part. jud. de Cervera de Rio Pisuerga: nace al O. del l. de su nombre de 2 fuentes que brotan en un sitio de praderas bastante pantanoso; sigue su curso de N. á S. bañando un ángulo del Valle de Ojeda, Bascones, Revilla, Collazos, Olea, Sotobañado, Páramo, Calahorra, San Cristóbal, Sta. Cruz, Espinosa de Villagonzalo; y á corta dist. de Osorno se use al Valdavia y juntos pasan por bajo del puente de Abanades a desembocar en el Pisuerga cerca de Melgar de Fernamental (prov. de Burgos): este r. que en el verano apenas lleva agua á causa de las sangrias que se le hacen por los pueblos de su tránsito para regar el lino, en el invierno todo lo inunda, y en los años húmedos destruye los frutos, llevándose en sus avenidas mucha parte de las tierras de labor: le llaman vulgarmente el r. de la Plata por la mucha que han empleado los pueblos en disputar el derecho á sus aguas: la ant. chancilleria de Valladolid las distribuyó entre los de Bascones, Revilla, Collazos, Olea, Sotobañado y Páramo; Calahorra solo disfruta de su sobrante si bien este y Páramo pueden denunciar á los de arriba indicados cuando estos desde 1.º de mayo se obstinan en utilizarlas en otras plantas que no sean el lino: tiene varios pontones de madera para su paso, que por lo general se destruyen en las avenidas del invierno, y cria truchas muy delicadas, cachos, barbos, anguilas y cangrejos en abundancia.
(Madoz, 1846, p. 472)